# University College (Đại học Oxford)

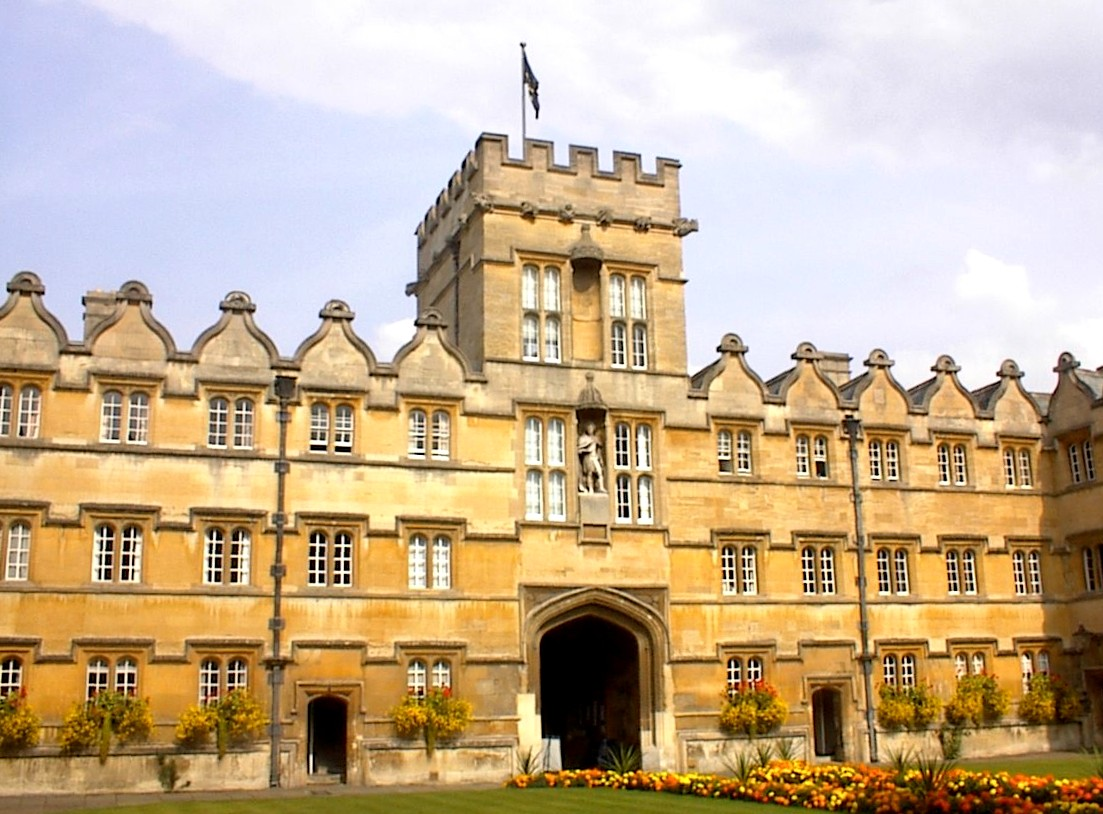
Hội trường chính của trường

Trường Đại học Cao đẳng (tiếng Anhː University College; tên đầy đủ là Trường Đại học Đại Giảng đường của Viện Đại học Oxford, thường được gọi tắt là "Univ") là một trong những trường đại học cấu thành của Viện Đại học Oxford ở Vương quốc Anh được thành lập vào năm 1249 bởi Giám mục William xứ Durham.
Tính đến năm 2018, trường đại học có khoản tài trợ ước tính 132,7 triệu bảng.
Các cựu sinh viên đáng chú ý bao gồm Clement Attlee, Harold Wilson, Bill Clinton, Neil Gorsuch, Stephen Hawking, CS Lewis, VS Naipaul và Percy Bysshe Shelley.